# Amber Rudd

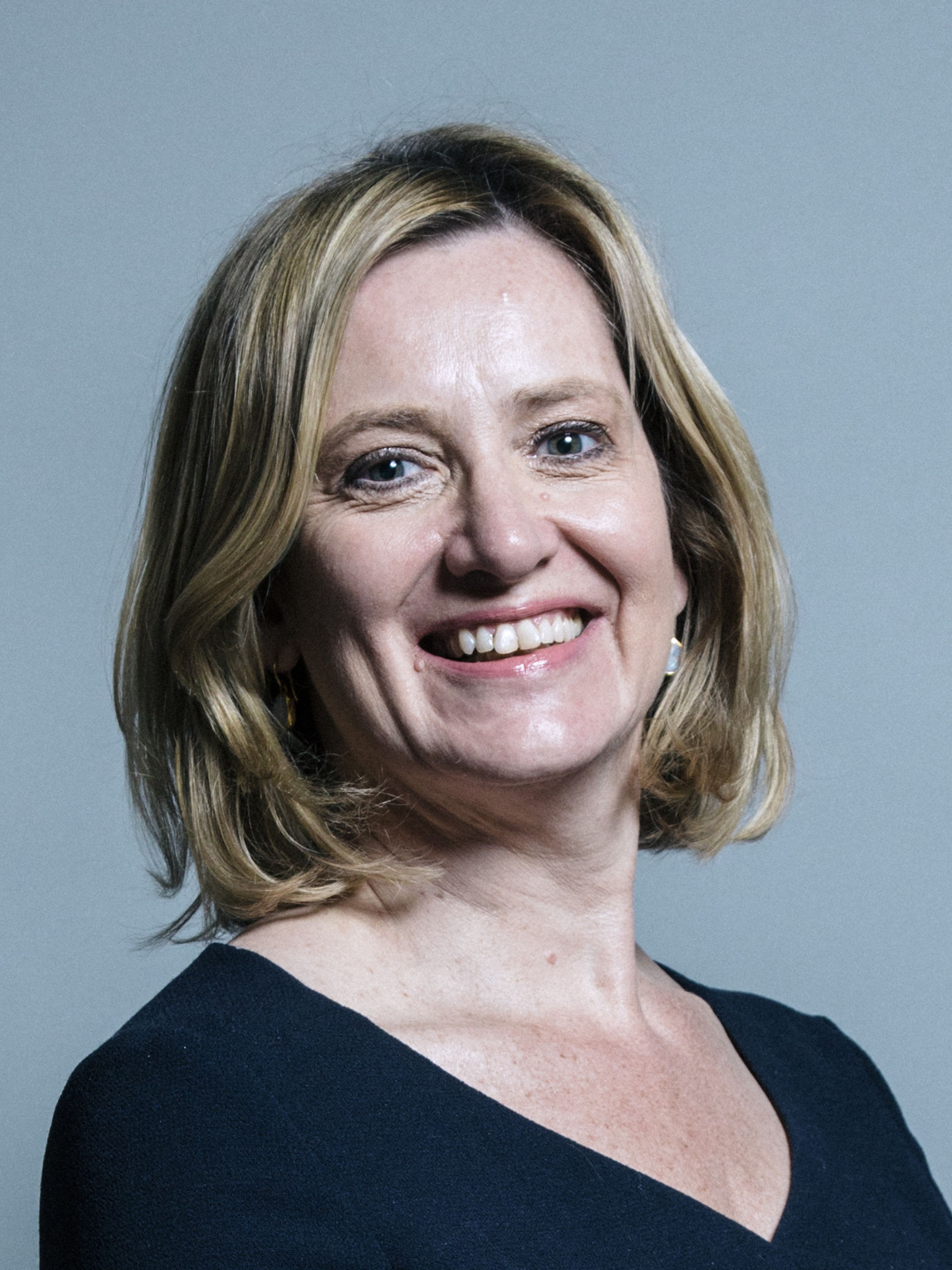
Rudd in 2017

Amber Augusta Rudd (Londen, 1 augustus 1963) is een Britse politica. Zij werd in 2010 voor de Conservative Party gekozen als lid van het Lagerhuis (MP) voor het kiesdistrict Hastings en Rye in East Sussex. Zij bekleedde ministerposten in de regeringen van David Cameron, Theresa May en Boris Johnson. Op 7 september 2019 stapte ze uit de regering Johnson en uit de conservatieve fractie. Zij gaf als redenen dat zij niet meer geloofde dat de regering een Brexit zonder akkoord met de EU echt wilde vermijden, en dat ze het onaanvaardbaar vond dat enkele dagen eerder 21 conservatieve parlementariërs uit de fractie waren gezet omdat ze zich niet konden verenigen met Johnsons beleid. Sindsdien had zij tot 12 december 2019 als niet-partijgebonden lid zitting in het Lagerhuis. Zij stelde zich niet herkiesbaar voor de Lagerhuisverkiezingen van 12 december 2019.

## Biografie
Rudd is de dochter van effectenmakelaar Tony Rudd en magistraat Ethne Fitzgerald. Ze bezocht de particuliere meisjesscholen Cheltenham Ladies' College en Queen's College in Londen. Ze studeerde geschiedenis aan de Universiteit van Edinburgh. Na haar afstuderen werkte ze in de financiële sector.

## Politieke loopbaan
Rudd was sinds de Britse Lagerhuisverkiezingen van 2010 tot aan december 2019 lid van het Lagerhuis (MP) voor het kiesdistrict Hastings en Rye in East Sussex. Zij versloeg de zittende Labour-MP Michael Foster.
Ze heeft diverse functies bekleed als frontbencher en was in 2015 en 2016 minister van Energie en Klimaatverandering in het kabinet-Cameron II. In de aanloop naar het referendum over het Britse lidmaatschap van de EU was Rudd voor 'remain'. Na het aftreden van David Cameron als premier en partijleider werd ze door zijn opvolger Theresa May op 13 juli 2016 benoemd tot Home Secretary (minister van Binnenlandse Zaken) in het kabinet-May I. Deze aanstelling maakte haar de vijfde vrouw die een van de Great Offices of State leidde van de Britse regering.
Op 29 april 2018 trad Rudd af als minister in (inmiddels) het kabinet-May II, naar aanleiding van het Windrush-schandaal. Gebleken was dat ze het Lagerhuis verkeerd had ingelicht over de rechten van Caraïbische immigranten met een gedoogstatus sinds de jaren 40 en 50, bekend als de Windrush-generatie, die door haar ministerie als tweederangs burgers werden behandeld. Nadat ze wekenlang had ontkend iets te weten van het uitzettingsbeleid voor deze immigranten en hun nakomelingen, en ervoor haar excuses had aangeboden, kwam een brief uit 2017 naar buiten die zij zelf geschreven had, waaruit haar actieve betrokkenheid bleek bij het nastreven van targets voor uitzettingsquota. Rudd werd een halve dag na haar aftreden als Home Secretary opgevolgd door Sajid Javid. Haar tweede portefeuille als minister van Vrouwenrechten en Gelijke Kansen ging over naar Penny Mordaunt.
Op 16 november 2018 keerde Rudd terug in het kabinet-May II, nu als minister van Werkgelegenheid en Pensioenen. Ze volgde Esther McVey op die ontslag nam uit onvrede met Theresa Mays concept-Brexit-verdrag met de EU en de onderhandelingen over het uittreden van het Verenigd Koninkrijk uit de Europese Unie. Toen de positie van Theresa May tijdens de moeizame brexit-onderhandelingen in 2018 en 2019 verzwakte, werd Rudd genoemd als een mogelijke toekomstige leider van de Conservatieve Partij. Zij stelde zich echter niet kandidaat toen May in mei 2019 haar aftreden had aangekondigd en steunde de kandidatuur van Jeremy Hunt.
Rudd was gekant tegen het verlaten van de Europese Unie zonder een akkoord ('no deal Brexit). Zij was een van de leden van het kabinet die Theresa May onder druk hadden gezet om die optie van tafel te halen. Toen May in juli 2019 als premier en partijleider vervangen werd door Boris Johnson, die een 'no deal Brexit' nadrukkelijk niet wilde uitsluiten, was dat voor Rudd aanvankelijk geen beletsel om zitting te nemen in zijn kabinet. Zij behield de post Werkgelegenheid en Pensioenen en kreeg ook de portefeuille Vrouwenzaken terug.
Op 7 september 2019 diende Rudd haar ontslag als minister in en gaf aan ook de Conservatieve fractie in het Lagerhuis te verlaten. Zij gaf als reden dat zij niet meer geloofde dat het de regering ernst was met het voeren van onderhandelingen met Brussel om een Brexit zonder deal te vermijden. Zij deed dit ook uit protest tegen het feit dat Johnson enkele dagen eerder 21 'loyale en gematigde' conservatieve parlementariërs uit de fractie had gezet omdat zij steun hadden gegeven aan een motie die het mogelijk maakte dat het Lagerhuis een no-deal brexit zou kunnen blokkeren. Rudd bleef wel lid van het Lagerhuis. Zij sloot in eerste instantie niet uit dat zij als niet-partijgebonden kandidaat zou meedoen aan toekomstige Lagerhuisverkiezingen, maar besloot uiteindelijk zich toch niet kandidaat te stellen voor de verkiezingen van 12 december 2019. Als gevolg daarvan verdween zij op die dag uit het Lagerhuis.

## Loopbaan na verlaten politiek
Sinds het verlaten van Lagerhuis is Rudd actief als bestuurder en consultant op het gebied van digitale veiligheid en energie. Zij is lid van de adviesraad van het Britse cybersecurity bedrijf Darktrace, en bestuurslid van de internationale non-profitorganisatie Climate Group.
- Gemeinsame Normdatei: 1159577528
- Library of Congress Control Number: nb2014000819
- Virtual International Authority File: 306294418
- WorldCat: E39PBJdrD379XqbJwXH4k7DDv3